# パインタール事件

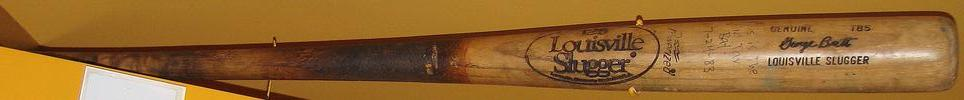
ジョージ・ブレットが事件時に使用していたバット

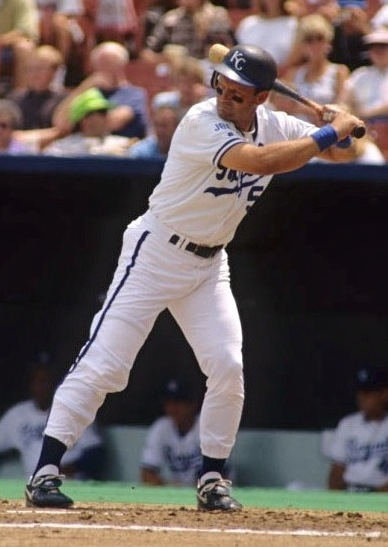
ジョージ・ブレット（1990年）

パインタール事件（パインタールじけん、Pine Tar Incident）は、1983年7月24日にヤンキー・スタジアムで行われたメジャーリーグベースボール（MLB）のニューヨーク・ヤンキース対カンザスシティ・ロイヤルズ戦で発生し、物議を醸した事件である。一旦は取り消された本塁打が提訴によって復活し、試合の勝敗も覆った。
呼称の「パインタール事件」は、本塁打を生んだバットに滑り止めのパインタール（松ヤニ）が過剰に塗られており、それが争点となったことに由来する。
3-4とヤンキース1点リードで迎えた9回表二死一塁から、ロイヤルズ主砲のジョージ・ブレットがヤンキースのクローザー、リッチ・ゴセージから逆転の2点本塁打を放った。ここでヤンキース監督のビリー・マーチンが、ブレットのバットには滑り止めのための松ヤニ（パインタール）がMLBの公認野球規則で許容される範囲を超えて塗られており、違反バットであると抗議した。球審がこの抗議を認め、違反バットを使用する反則を犯したとしてブレットにアウトを宣告し、ヤンキースの勝利で試合が終了した。ロイヤルズ側は猛抗議するも覆らなかった。
試合後にロイヤルズはこの判定についてアメリカンリーグに提訴した。リーグ会長のリー・マクフェイルは審判の判定を覆してブレットの本塁打は有効であると裁定し、ロイヤルズが5-4と逆転した直後の9回表二死から試合を再開するよう命じた。25日後の8月18日に行われた再開試合は10分足らずで終了し、ロイヤルズが5-4で正式に勝利した。

## 事件の発生
事件は1983年7月24日にヤンキー・スタジアムで行われたメジャーリーグベースボール（MLB）のニューヨーク・ヤンキース対カンザスシティ・ロイヤルズの試合で起こった。9回表二死、3-4のロイヤルズ1点ビハインドという場面で、U.L.ワシントンを一塁に置いてロイヤルズ主砲のジョージ・ブレットがクローザーのリッチ・ゴセージから逆転2点本塁打を放った。
この直後、ヤンキース監督のビリー・マーチンが球審のティム・マクレランドに対して、ブレットのバットに塗られた滑り止めの松ヤニ（パインタール）が、MLBの公認野球規則（当時の規則1.10(b)、現在の規則3.02(c)に相当）で規定された「グリップの端から18インチ以内」という範囲を超過して塗られている疑いがあるとして、ブレットの使用したバットを検査するように要求した。以前からヤンキース側はブレットのバットに塗られたパインタールが野球規則に違反していることに気付いていたが、すぐには指摘せず、いざという時に指摘しようと決めていた。
マクレランドをはじめとする審判団はホームプレートの長さ17インチ（約43cm）を用いてブレットのバットに塗られたパインタールを計測し、タールが規定の18インチを超えて塗られていると判断した。先ほどの本塁打は規則1.10(b)（現在の規則3.02(c)に相当）に違反したバットを使用した「反則打球」であったとして、規則6.06(d)（コルクバットなどを使用した場合と同様の処分、現在の規則6.03(a)(5)に相当）によりブレットにアウトが宣告され、得点も取り消された。ブレットのアウトが9回表の3アウト目であるため試合終了がコールされ、ヤンキースの勝利となった。
ダッグアウトで成り行きを見守っていたブレットは激怒してグラウンドに飛び出し、球審のマクレランドに掴み掛かろうとしてチームメイトや塁審に制止された。ロイヤルズ監督のディック・ハウザーも猛烈に抗議したが、判定は覆らなかった。本塁打を取り消されたブレット、監督のハウザー、打撃コーチのロッキー・コラビト（いずれもロイヤルズ）が執拗な抗議によって退場処分となった。また証拠物件となるブレットのバットを混乱に乗じて持ち出し、証拠隠滅を図ったとして、ロイヤルズ投手のゲイロード・ペリーも退場処分となった。
ブレットの一打は「決勝本塁打」ならぬ「決敗本塁打（game-losing home run）」と評された。

## リーグ会長の裁定
ロイヤルズは判定の見直しを求めてアメリカンリーグに提訴した。提訴を受け付けたアメリカンリーグ会長のリー・マクフェイルは、ロイヤルズ側の主張を支持してブレットの本塁打を有効と裁定した。マクフェイルの論拠は以下の通りである。
- MLB公認野球規則1.10(b)の「松ヤニを塗ってよいのは18インチまで」という規制は、「松ヤニを塗ることで打球飛距離を向上させることができるから禁止する」という意味で設けられたものではなく、「松ヤニが広範囲に塗られていると、ボールに松ヤニが頻繁に付着してボール交換回数が増えてしまうから禁止する」という、単に経済的な理由で定められたものである[3][2]。
- 従ってブレットは、打球を有利にしようと考えてバットに松ヤニを多量に塗っていたわけではない。そのバットを用いた打球もルールの精神には違反せず、規則6.06(d)の定める反則打球には該当しない[3][2]。
- （本塁打を取り消した）審判団のルール解釈は理屈として間違いではないものの、ルールの意図を考えれば、パインタール超過を理由として本塁打を取り消すべきではない[3][2]。

そしてマクフェイルは、ブレットの本塁打でロイヤルズが逆転した直後の5-4の9回表二死から試合を再開するようにと命じた。
ヤンキース側は、当初は試合の再開に反対していたが、のちにこの裁定を受け入れた。主催側であるヤンキースは、残り4アウトの試合の入場料を通常の試合と同額にすると発表した。追加料金は違法だというファンによる訴えが2件正式に受理された。最終的にジョセフ・サリバンニューヨーク最高裁上訴部判事が下した「プレイボール」という短い文句の判決により、割安料金で9回表二死から試合を再開することとなった。

## 再開試合
両チームのオフ予定日だった8月18日にブレットの本塁打直後の場面から試合が再開された。ヤンキースは7月24日の試合の半券を所持している場合には無料で入場できる事を発表せず、集まった観客は1,200人のみだった。ブレットの本塁打は有効とされたものの退場処分は取り消されなかったため、ブレットは再開試合に出場できず、翌19日からボルチモア・オリオールズとのダブルヘッダーを含めた4連戦が行われるメリーランド州ボルチモアへ向かった。ヤンキース監督のビリー・マーチンはマクフェイル会長の裁定を不服として、左投げで本来は一塁手のドン・マッティングリーを再開試合の二塁手にあえて起用した。
試合再開直後、リッチ・ゴッセージに代わって登板したヤンキース投手のジョージ・フレイジャーは、打者に投球するのではなく一塁手のケン・グリフィーにボールを送り、本塁打を打ったブレットが一塁を踏み忘れていたのではないかとアピールした。一塁塁審のティム・ウェルキーはセーフとコールしてこのアピールを退けた。次にフレイジャーは二塁にボールを送り、今度は二塁ベースの踏み忘れをアピールした。しかしこのアピールも二塁塁審が退けた。ここでヤンキース監督のビリー・マーチンがベンチから出てきた。
実はこの再開試合では、審判団が中断前とは全員入れ替わっていた。マーチンはこの点に注目し、再開後の審判は中断前のプレーについて判断できないはずだと考えて上記のアピールを行わせたのであった。しかしマーチンがこのようなアピールによって試合進行を妨害するであろうことはアメリカンリーグ側も予想しており、中断前の審判団の連名で「打者走者のブレットも一塁走者のU.L.ワシントンも各塁を忘れずに踏んでいた」ことを確認する署名入り保証書を用意し、それを再開後の審判団に持たせていた。この保証書を審判団に見せられたマーチンは引き下がった。
再開試合ではヤンキースのフレージャーがロイヤルズのハル・マクレーから三振を奪い、9回表が終了した。9回裏はロイヤルズのクローザーのダン・クイゼンベリーがヤンキースを三者凡退に抑え、5-4でロイヤルズが勝利した。

## 類似の前例
本件には類似の前例がいくつか存在する。特に以下の前例2件には、後に本件の当事者となるヤンキースとロイヤルズがそれぞれ関与していた。

### 1975年7月19日、ツインズ対ヤンキース
1975年7月19日のミネソタ・ツインズ対ニューヨーク・ヤンキースの試合で、1回表二死二塁からサーマン・マンソンが適時打を放って二塁走者のロイ・ホワイトが生還し、ヤンキースが先制点を挙げた。ここでツインズ監督のフランク・クイリーチが球審のアート・フランツに、マンソンのバットには18インチの上限を超えてパインタールが付着していると抗議した。球審のフランツはホームプレート（幅17インチ）を用いてマンソンのバットのパインタールを計測した後、クイリーチの抗議を認めてマンソンの安打を凡打に訂正し、ヤンキースの先制点を取り消して1回表を終わらせた。マンソンやヤンキース監督（当時）のビル・バードンは球審のフランツに文句は言ったものの、この得点取消に対して正式な抗議や提訴を行うことはなかった。試合は2対1でツインズが勝利した。

### 1975年9月7日、エンゼルス対ロイヤルズ
1975年9月7日のカリフォルニア・エンゼルス対カンザスシティ・ロイヤルズの試合で、4回表一死無走者からロイヤルズのジョン・メイベリーが本塁打を放った。ここでエンゼルス側は、メイベリーのバットにパインタールが上限を超えて付着していると抗議したが、審判団はこの抗議を却下し、メイベリーの得点を取り消さなかった。エンゼルス側は試合後にアメリカンリーグに提訴を行ったが、リーグ会長のリー・マクフェイルは「パインタールは打球に影響しない」としてエンゼルスの提訴を却下した。試合はメイベリーの2本塁打に加えてトニー・ソレイタも3本塁打を記録する打撃戦の末、8対7でロイヤルズが勝利した。

### 前例の本件への影響
上記の前例2つは、本件の1983年7月24日の試合に影響を与えている。ヤンキースのグレイグ・ネトルズは、1975年7月にマンソンの適時打が取り消されたのを覚えていた上、ネトルズ本人も1974年に折れたバットからスーパーボールが見つかって安打を取り消された経験があったため、ジョージ・ブレットのバットのパインタール超過を指摘すれば安打を取り消しにできるかも知れないと気が付いた。ヤンキース監督のビリー・マーチンはネトルズから報告を受け、この問題を持ち出す機会を覗っていた。
提訴をしたロイヤルズにとっては、本件は1975年9月のエンゼルスからの提訴と実質的に同じ（ただしロイヤルズの立場は提訴をされた側から提訴した側に変わっている）であり、得点取消を求めるエンゼルスの抗議や提訴が却下された前例から考えて、今回の得点取消という審判の判定は承服できないものであった。また提訴を受け付けたアメリカンリーグ会長のマクフェイルとしても、自身が却下した1975年9月のエンゼルスの提訴の時と一貫した根拠に立てば、パインタール超過のバットによるロイヤルズの得点を認めるのは当然のことであった。

## 現在の野球規則
「バットに滑り止めを塗ってよいのは端から18インチまで」との文言は、その後のMLBの公認野球規則3.02(c)にも残っている。しかし現在の規則3.02(c)には、「この違反を理由にして打者をアウトにしたり退場させたりしてはならない」および「プレー後にこの違反を指摘してプレーを取り消すことはできない」という主旨の但し書き（下記の下線部2箇所を参照）がついており、パインタール事件の再発を防いでいる。
日本の公認野球規則の規則3.02(c)にも、メジャーリーグの野球規則と同主旨の但し書きが存在する。

### 書籍
- Bruce Nash (著), Allan Zullo (著)，岡山徹 (訳)『アメリカ野球珍事件珍記録大全』東京書籍、1991年。ISBN 978-4487752850。
- 福島良一『大リーグ雑学ノート』ダイヤモンド社、1997年。ISBN 978-4478960509。
- 伊東一雄、馬立勝『野球は言葉のスポーツ』中央公論新社、2002年。ISBN 978-4122040984。
- 宇佐美徹也『プロ野球 記録・奇録・きろく』文藝春秋、1987年。ISBN 978-4167459017。
- 宇根夏樹『MLB人類学: 「名言・迷言・妄言」集』彩流社、2013年。ISBN 978-4779170058。

### 雑誌
- 『「週刊ベースボール」1983年12月31日増刊号 '83大リーグ総集編』ベースボール・マガジン社、1983年。
- 『「月刊メジャー・リーグ」1999年3月号』ベースボール・マガジン社、1999年。ASIN B00LTIS2H0。
- 『「週刊ベースボール」2013年8/15増刊号 大リーグ厳選の名場面100』ベースボール・マガジン社、2013年。ASIN B00DP3I9JS。